# Fains (Eure y Loir)
Fains era una comuna francesa que estaba situada en el departamento de Eure y Loir, de la región de Centro-Valle del Loira, que en 1834 se fusionó con la comuna de La Folie-Herbault, formando la comuna de Fains-la-Folie.

## Demografía
| Gráfica de evolución demográfica de Fains entre 1793 y 1831 |
|                                                             |

Los datos demográficos contemplados en este gráfico se han cogido de la página francesa EHESS/Cassini.